# Бараташвили, Николай Мелитонович
Николоз Мелитонович Бараташвили (груз. ნიკოლოზ მელიტონის ძე ბარათაშვილი; 4 декабря 1817, Тифлис — 9 [21] октября 1845, Елисаветполь) — грузинский поэт-романтик, переводчик. Человек со сложной судьбой. Теперь его называют «классиком грузинской литературы», однако при его жизни не было издано ни одной строчки стихов. Впервые несколько стихотворений Бараташвили были опубликованы лишь через семь лет после его смерти. Только после издания в 1876 году сборника его стихов на грузинском языке, Бараташвили стал одним из самых популярных поэтов Грузии.

## Биография
Родился в семье князя Мелитона Николаевича Бараташвили (1795—1860) и княжны Ефимии Дмитриевны (Зурабовны) Орбелиани (1801—1849).
В 1827 году был определён в Тифлисское благородное училище, которое окончил в 1835 году. Под влиянием своего учителя, общественно-политического деятеля и философа Соломона Додашвили Николоз проникся идеями гуманизма и национальной свободы. После окончания училища из-за материальной нужды был вынужден поступить чиновником в Экспедицию суда и расправы.
Уже в 1840-х годах молодой Николоз приобрёл славу поэта и возглавил литературный кружок. Члены этого кружка основали впоследствии постоянный грузинский театр (1850) и журнал «Цискари» (1852).
Большую роль в его жизни сыграла неразделённая любовь к княжне Екатерине Александровне Чавчавадзе, дочери известного поэта князя Александра Гарсевановича Чавчавадзе (ставшей впоследствии супругой владетеля Мегрелии князя Давида Дадиани). Стихи, посвященные ей, — блестящие образцы любовной лирики.
В 1844 году после полного разорения отца Николоз был вынужден покинуть родной край и поступить на государственную службу сначала в Нахичевани, потом в Елисаветполе, где он занимал должность помощника уездного начальника. Заболев здесь малярией, он умер в возрасте 27 лет и был похоронен на местном кладбище.

На церемонии переноса праха Бараташвили из пантеона Дидубе в пантеон Мтацминда. Справа-налево, стоят — Георгий Леонидзе, Константин Гамсахурдиа, Александр Кутатели, Владимир Глонти, Дмитрий Бенашвили, Ило Мосашвили, Павел Ингороква, Гиго Хечуашвили, Шалва Дадиани, Григол Цецхладзе, Алио Мирцхулава, Сумбаташвили (племянник Бараташвили, сын сестры Н. Бараташвили — Софии), Е. Леонидзе (жена Г. Леонидзе), Серго Клдиашвили, Платон Кешелава. Сидят Ираклий Абашидзе и Ражден Гветадзе (слева). 1938 год.

25 апреля 1893 года прах поэта был перевезён на родину и при огромном стечении народа торжественно захоронен в Тбилиси на Дидубийском кладбище. В 1938 году торжественно перезахоронен на горе Мтацминда в пантеоне величайших общественных деятелей Грузии.

## Творчество
Мчится Конь — без дорог, отвергая дорогу любую,

Вслед мне каркает ворон злоокий: живым я не буду.

Мчись, Мерани, пока не паду я на землю сырую!

С ветром бега смешай моих помыслов мрачную бурю!

Нет предела тебе! Лишь прыжка опрометчивость страстная —

Над водою, горою, над бездною бедствия всякого.

Мой летящий, лети, сократи мои муки и странствия,

Не жалей, не щади твоего безрассудного всадника!..
Поэтическое наследие Николоза Бараташвили включает 36 лирических стихотворений и историческую поэму «Судьба Грузии». Совершенным образцом лирики Бараташвили является его стихотворение «Мерани» — одно из любимых стихотворений грузинского народа. Известно также произведение Бараташвили «Песня Гончабейим», посвящённое азербайджанской поэтессе Гончабейим, дочери последнего правителя Нахичеванского ханства Эхсан-хана, стихи которой были переведены им на грузинский язык.
В конце XIX — начале XX века на страницах Энциклопедического словаря Брокгауза и Ефрона о творчестве Бараташвили был написан следующий отзыв: «Тяжёлые личные неудачи и ничтожество окружающей среды наложили печать меланхолии на творчество поэта, прозванного „грузинским Байроном“. В эпоху борьбы с горцами и общего увлечения военными подвигами он взывает к другой, лучшей славе — сделать счастливыми своих крестьян; он жаждет самопожертвования во имя родины. Пессимизм Б. не укладывается в рамки личного недовольства; он носит философский характер, обуславливаемый общими запросами человеческой души. Б. — первый грузинский поэт-мыслитель, воплотивший в своих прекрасных по форме произведениях общечеловеческие идеалы справедливости и свободы».
В русскую культуру творчество Бараташвили пришло только при советской власти, в 1922 году, с переводами Валериана Ивановича Гаприндашвили. Большую известность приобрели переводы стихов Бараташвили, выполненные Борисом Пастернаком: в частности, они были положены на музыку композиторами Отаром Тактакишвили (оратория «Николоз Бараташвили», 1970), Еленой Могилевской (вокальный цикл «Песни на Мтацминде») и Сергеем Никитиным (песня «Синий цвет»). Произведения Бараташвили также переводили Михаил Лозинский, Сергей Спасский, Белла Ахмадулина, Евгений Евтушенко и Максим Амелин.

## Галерея

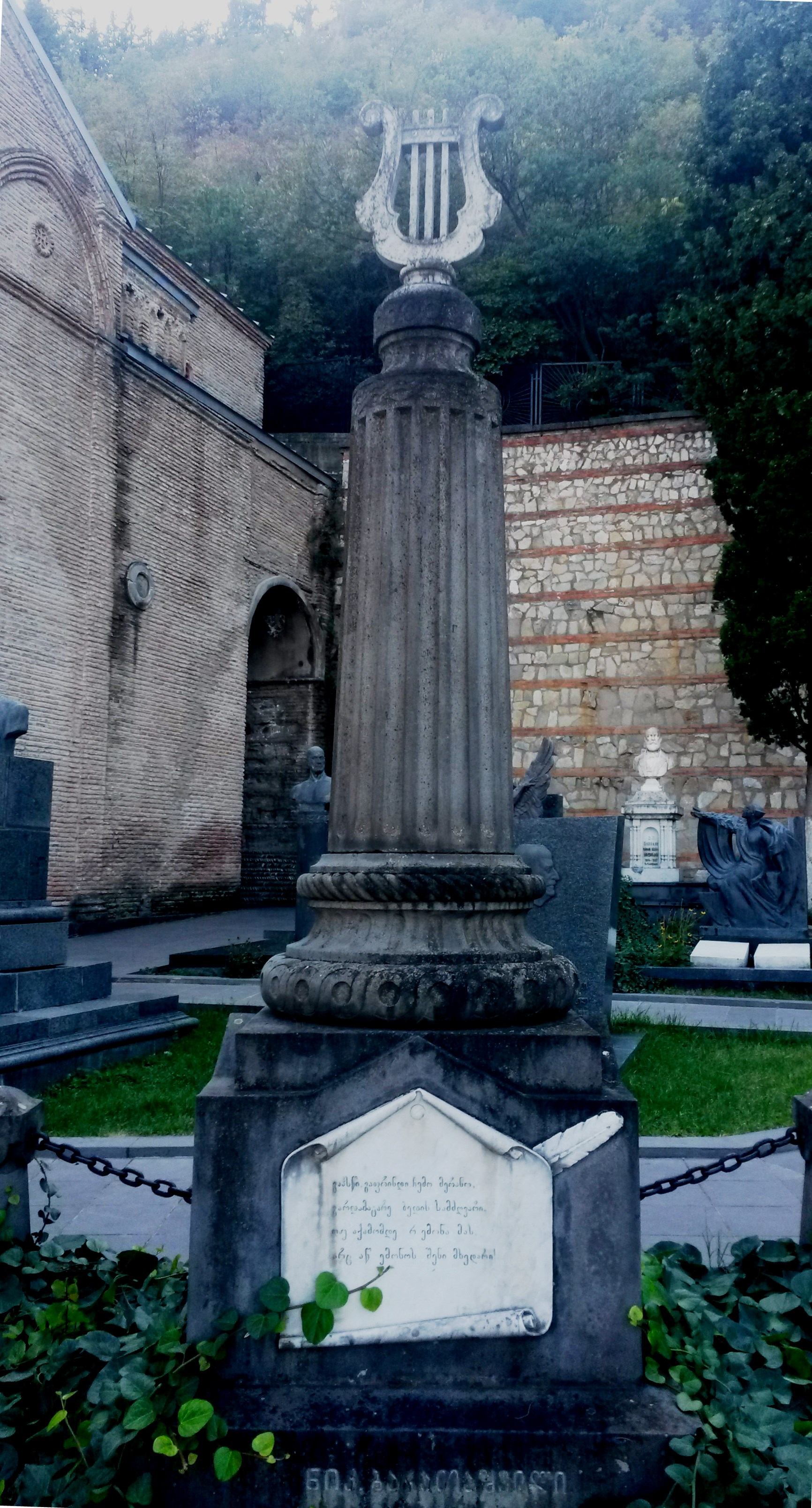
Могила Бараташвили в Пантеоне Мтацминда.

## Память
- Дом-музей Николоза Бараташвили в Тбилиси[5][6]
- Горийский государственный педагогический институт имени Н. Бараташвили.
- Проспект Бараташвили в г. Тбилиси.
- Улица Бараташвили в г. Кутаиси.
- Улица Николоза Бараташвили в г. Батуми.
- Улица Бараташвили в г. Рустави.
- Улица Бараташвили в г. Кобулети.
- Улица и переулок Бараташвили в г. Сочи.
- Мост Бараташвили через реку Куру в г. Тбилиси.
- Портрет Николоза Бараташвили (1941) работы Ладо Гудиашвили хранится в частной коллекции.

## Книги в переводе на русский язык
Выборочно:
- Николоз Бараташвили Стихотворения. — Пер. с груз. под ред. В. Гольцева и С. Чиковани. — М.: Художественная литература, 1938. — 84 с.
- Николоз Бараташвили Лирика: Стихотворения и поэма. — Пер. с грузинского Б. Пастернака и М. Лозинского. [Вступит. ст. Л. Каландадзе. Худож. Н. Шишловский.] — М.: Художественная литература, 1967. — 95 с.; 50 000 экз.
- Николоз Бараташвили Стихотворения; [Судьба Грузии]: [Ист. поэма]; Подстроч. пер. с груз. А. Абашвили и др. — Тбилиси: Мерани, 1968. — 88 с.
- Николоз Бараташвили Стихотворения; Поэма [«Судьба Грузии»]: [Для старш. возраста] / Перевод с груз. М. Дудина; [Предисл. К. Кулиева]; [Примеч. Г. Цуриковой]; [Грав. А. Коковкина]. — Ленинград: Детская литература. Ленингр. отд-ние, 1972. — 95 с.: ил.
- Николоз Бараташвили Лирика. — Пер. [и предисл.] В. Рудокаса. — Вильнюс: Вага, 1982. — 83 с.: ил
- Николоз Бараташвили «Мерани» в русских переводах. — Тбилиси: Сабчота Сакартвело, 1984. — 74 с.
- Николоз Бараташвили Крылатый конь: Стихотворения, поэма; Пер. с груз. и послесл. М. Бендрупе; Худож. Ю. Бриедис. — Рига: Лиесма, 1985. — 87 с. : ил.
- Николоз Бараташвили Моей звезде: Стихи и поэмы. — Пер. О. Караян. — Тбилиси: Мерани, 1986. — 63 с.